# Arroyo de la Miel
Arroyo de la Miel är ett periodiskt vattendrag i Spanien.   Det ligger i provinsen Provincia de Málaga och regionen Andalusien, i den södra delen av landet, 400 km söder om huvudstaden Madrid.